# Стая (фильм, 2009)
«Стая» (фр. La Horde, букв. «Орда») — французский фильм ужасов режиссёров Янника Даана и Бенджамена Роше. В главных ролях снимались Жан-Пьер Мартен, Дуду Маста и Эрик Эбони. Действие фильма происходит во время зомби-апокалипсиса; группа героев — полицейских и бандитов — пытается выбраться из заполненного живыми мертвецами многоквартирного дома. Фильм впервые был показан на лондонском кинофестивале FrightFest 28 августа 2009 года, вышел на экраны в Бельгии 10 февраля 2010 года.

## Сюжет
Парижский полицейский Хименес находит на свалке изуродованный труп своего напарника Матье Ривоаллана. Ривоаллан стал жертвой нигерийской мафии — братьев Адеваля и Болы Маркуди, скрывающихся в спальных районах Парижа. На похоронах Ривоаллана Хименес договаривается с другими полицейскими — Авророй, Уэссеном и Тони — о тайном нападении на убежище гангстеров и осуществлении кровавой мести.
Ночью полицейские пробираются в многоэтажный дом, в одной из квартир которого находятся гангстеры. Братья Маркуди вместе с наркоторговцем Греко и несколькими подручными пытают в ней какого-то человека; они, впрочем, оказываются настороже и одерживают верх над незадачливыми «мстителями». Пленник нигерийцев, некстати пришедший на помощь консьерж и сам Хименес оказываются убитыми, а Тони в ходе допроса простреливают ногу.
Параллельно с этими сценами насилия на улице и нижних этажах начинаются какие-то беспорядки с криками и выстрелами. Убитый пленник нигерийцев неожиданно «воскресает», накидываясь на своих убийц. Гангстеры выпускают в него огромное количество пуль, но зомби остаётся на ногах и кусает двоих гангстеров, пока его не обезглавливают выстрелом из дробовика. Спустя некоторое время укушенные поднимаются на ноги, также обратившись в кровожадных живых мертвецов. К ним присоединяется и оживший консьерж.
Шестёрка выживших — оба брата Маркуди, Греко, Уэссен, Аврора и раненый Тони — сбегают на безопасную крышу. Париж вокруг них объят пожарами, а по улицам бродят толпы зомби, подтягивающиеся ко многоэтажке. Выжившие решают объединиться перед лицом общей опасности и спускаться вниз, на первый этаж. Гангстеры предлагают Тони кокаин в качестве болеутоляющего.
В результате встречи с зомби полицейские разделяются: Уэссен остаётся с мафией, тогда как Аврора и Тони остаются отрезанными от общей группы. Греко, оказавшись перед запертой дверью, убивает двух зомби кулаками и ножом, но его успевают укусить. Он присоединяется к основной группе, и они, спустившись на несколько этажей, сталкиваются со стариком Рене — лишившимся рассудка ветераном Индокитайской войны, считающим зомби «узкоглазыми» (вьетнамцами). Рене, впрочем, радушно принимает выживших в своей квартире. Он пытается отрубить Греко укушенную ногу, но тот обороняется от старика с пистолетом в руках.
Тем временем Аврора и Тони скрываются в квартире, хозяин которой покончил с собой, застрелившись из охотничьего ружья. Аврора замечает на коже Тони разрастающиеся язвы — признак превращения в зомби — и пытается заковать своего спутника в наручники. Тони оглушает её прикладом ружья и покидает квартиру.
У Рене выжившие смотрят телевизор; из передач ясно, что хаос творится во всём городе. Подстёгнутая алкоголем и кокаином компания после некоторых колебаний выбирается наружу и издевается над женщиной-зомби. Адеваль, не выдержав, убивает её и делает брату строгое внушение. Появляется Тони с ружьём; следовавшая за ним Аврора тут же убивает его метким выстрелом в голову. Компания спускается по шахте лифта на несколько этажей вниз, где Бола и Греко перехватывают контроль над ситуацией, обезоружив спутников. Дальше два гангстера спускаются на лифте одни. Уэссен, Адеваль, Аврора и Рене спускаются по лестнице в вестибюль и далее в каморку консьержа, где находят внушительную коллекцию оружия — в том числе гранаты и ручной пулемёт. Они принимают решение уходить через подземный гараж.
Адеваль обнаруживает, что Бола и Греко тоже добрались до гаража, но укушенный Греко превратился в зомби и теперь пожирает труп Болы. Уэссен, которого также укусили, остается обороняться от зомби в одиночку; в конце концов толпа живых мертвецов стаскивает его с машины и разрывает на части. В ведущих наружу коридорах погибает и Рене, истратив все пулемётные патроны и подорвавшись на гранате. Адеваль и Аврора благополучно выбираются наружу. Наступает день, на улице зомби нет. Аврора вспоминает, что обязана отомстить Адевалю за смерть Ривоаллана, и убивает своего спутника выстрелом в затылок. Убив Адеваля, она с облегчением встречает рассвет, налетает ветер, и сквозь шум ветра можно расслышать толпу зомби окружающую Аврору...

## В ролях
| - Клод Перрон — Аврора, женщина — полицейский детектив - Эрик Эбуане — Адеваль Маркуди, бандит - Жан-Пьер Мартен — Уэссен, полицейский - Дуду Маста — Бола Маркуди, бандит, младший брат Адеваля - Ив Пиньо — Рене, пожилой ветеран войны - Орельен Рекуэн — Хименес, полицейский, глава «мстителей» | - Джо Престиа — Хосе Греко, наркоторговец - Антуан Оппенхайм — Тони, полицейский - Себастьен Перес — Себ, член банды Маркуди - Адам Пенсаванг — Чех, член банды Маркуди - Лорент Сигал — Матиас Риволлан, погибший напарник Хименеса - Ален Фиглаж — консьерж |

## Награды и номинации

### Награды
- Фестиваль «Fantasporto» — лучшая операторская работа, лучший сценарий
- Кинофестиваль в Жерармере — приз жюри

### Номинации
- Международный кинофестиваль в Каталонии — лучший фильм